# Ришко Іван
Іван Ришко (1798 року, с. Рожнів, Коломийський округ, Королівство Галичини та Володимирії, Австрійська імперія — ?) — селянин з Рожнева, політичний та громадський діяч Галичини середини XIX століття, посол до Австрійського парламенту 1848 року.
Член Райхстагу від 10 липня 1848 року до 7 березня 1849 року. Обраний від Кутського виборчого округу. 7 березня 1849 року парламент був розпущений і парламентарі втратили повноваження.